# Roning under sommer-OL 2016 – Letvægtsdobbeltsculler (herrer)
Herrernes roning i letvægtsdobbeltsculler under Sommer-OL 2016 fandt sted den 7. august - 12. august 2016 på Lagoa Rodrigo de Freitas ved Copacabana.

## Format
Der var i alt kvalificeret 20 mandskaber til konkurrencen, der blev indledt med fire indledende heats med fem mandskaber i hvert heat. De to bedste mandskaber fra hvert heat gik til semifinalerne mens de resterende gik til to opsamlingsheat. I hvert opsamlingsheat gik de to bedste mandskaber videre til semifinalerne mens de otte mandskaber, der ikke kom videre blev placeret i de såkaldte C og D semifinaler. I disse ”opsamlings”-semifinaler gik de tre bedste videre til C finalen, hvor der blev dystet om pladserne fra 13 til 18. Pladserne 19 og 20 blev afgjort i D finalen af de to tabende mandskaber i ”opsamlings”-semifinalerne. 
I de to regulære semifinaler gik de tre bedste mandskaber til finalen mens de resterende seks mandskaber gik til B finalen og fik muligheden for at ro om pladserne fra 7 til 12. 

## Tidsplan
Nedenstående tabel viser tidsplanen for afvikling af konkurrencen:
| Dato       | Tid   | Runde           |
| ---------- | ----- | --------------- |
| 7. august  | 11:20 | Heats           |
| 8. august  | 09:40 | Opsamlingsheat  |
| 9. august  | 11:30 | Semifinaler C/D |
| 10. august | 09:10 | Semifinaler     |
| 10. august | 12:10 | D Finale        |
| 10. august | 12:30 | C Finale        |
| 12. august | 09:20 | B Finale        |
| 12. august | 10:20 | Finale          |

## Resultater[1]

### Heat 1
| Placering | Land     | Roer                             | Tid     | Note |
| --------- | -------- | -------------------------------- | ------- | ---- |
| 1         | Irland   | Gary O'Donovan Paul O'Donovan    | 6:23,72 | Q    |
| 2         | Italien  | Andrea Micheletti Marcello Miani | 6:24,10 | Q    |
| 3         | Danmark  | Rasmus Quist Mads Rasmussen      | 6:33,67 | R    |
| 4         | Tyskland | Moritz Moos Jason Osborne        | 6:40,48 | R    |
| 5         | Tyrkiet  | Cem Yilmaz Huseyin Kandemir      | 6:41,67 | R    |

### Heat 2
| Placering | Land     | Roer                                           | Tid     | Note |
| --------- | -------- | ---------------------------------------------- | ------- | ---- |
| 1         | Norge    | Kristoffer Brun Are Strandli                   | 6:24,81 | Q    |
| 2         | USA      | Josh Konieczny Andrew Campbell Jr              | 6:26,56 | Q    |
| 3         | Chile    | Felipe Cardenas Morales Bernardo Guerrero Diaz | 6:38,95 | R    |
| 4         | Østrig   | Bernhard Sieber Paul Sieber                    | 6:43,37 | R    |
| 5         | Hongkong | Hin Chun Chiu Chiu Mang Tang                   | 6:45,05 | R    |

### Heat 3
| Placering | Land     | Roer                                   | Tid     | Note |
| --------- | -------- | -------------------------------------- | ------- | ---- |
| 1         | Frankrig | Pierre Houin Jeremie Azou              | 6:24,62 | Q    |
| 2         | Polen    | Artur Mikolajczewski Milosz Jankowski  | 6:27,70 | Q    |
| 3         | Japan    | Hiroshi Nakano Hideki Omoto            | 6:34,27 | R    |
| 4         | Cuba     | Raul Hernandez Hidalgo Liosbel Hidalgo | 6:39,79 | R    |
| 5         | Angola   | Andre Matias Jean-Luc Rasamoelina      | 6:58,93 | R    |

### Heat 4
| Placering | Land           | Roer                                | Tid     | Note |
| --------- | -------------- | ----------------------------------- | ------- | ---- |
| 1         | Sydafrika      | James Thompson John Smith           | 6:23,10 | Q    |
| 2         | Storbritannien | Will Fletcher Richard Chambers      | 6:25,62 | Q    |
| 3         | Schweiz        | Daniel Wiederkehr Michael Schmid    | 6:29,95 | R    |
| 4         | Kina           | Man Sun Chunxin Wang                | 6:30,83 | R    |
| 5         | Brasilien      | Xavier Vela Maggi Willian Giaretton | 6:31,13 | R    |

### Opsamling heat 1
| Placering | Land    | Roer                                           | Tid     | Note |
| --------- | ------- | ---------------------------------------------- | ------- | ---- |
| 1         | Danmark | Rasmus Quist Mads Rasmussen                    | 7:02,78 | Q    |
| 2         | Kina    | Man Sun Chunxin Wang                           | 7:03,88 | Q    |
| 3         | Cuba    | Raul Hernandez Hidalgo Liosbel Hidalgo         | 7:07,17 | C/D  |
| 4         | Chile   | Felipe Cardenas Morales Bernardo Guerrero Diaz | 7:11,38 | C/D  |
| 5         | Tyrkiet | Cem Yilmaz Huseyin Kandemir                    | 7:12,49 | C/D  |
| 6         | Angola  | Andre Matias Jean-Luc Rasamoelina              | 7:29,73 | C/D  |

### Opsamling heat 2
| Placering | Land      | Roer                                | Tid     | Note |
| --------- | --------- | ----------------------------------- | ------- | ---- |
| 1         | Tyskland  | Moritz Moos Jason Osborne           | 7:05,36 | Q    |
| 2         | Østrig    | Bernhard Sieber Paul Sieber         | 7:06,41 | Q    |
| 3         | Schweiz   | Daniel Wiederkehr Michael Schmid    | 7:07,90 | C/D  |
| 4         | Japan     | Hiroshi Nakano Hideki Omoto         | 7:11,20 | C/D  |
| 5         | Brasilien | Xavier Vela Maggi Willian Giaretton | 7:13,60 | C/D  |
| 6         | Hongkong  | Hin Chun Chiu Chiu Mang Tang        | 7:22,05 | C/D  |